# 270553 Loureed
270553 Loureed este o planetă minoră (asteroid) din centura de asteroizi. A fost descoperită pe 12 aprilie 2002 la Observatorul Palomar de Maik Meyer⁠(d). 
Obiectul prezintă o orbită caracterizată de o semiaxă mare de 2,750628722186 UAi, o excentricitate de 0,01, o înclinație de 6,7 ° în raport cu ecliptica.